# 南部利剛
南部 利剛（なんぶ としひさ）は、江戸時代後期の大名、明治時代の華族。位階は正三位。
陸奥国盛岡藩の第14代藩主だったが、慶応4年の戊辰の役において松平容保に党して政府に反逆した罪を以て、同年11月に蟄居・改易となる。12月に息子の利恭に磐城国白石藩13万石が下賜されて家名再興が許された（さらに後に旧領盛岡へ再移封が許された）。

## 経歴
第13代藩主・南部利済の3男として盛岡にて誕生。七戸藩主・南部信誉の養嗣子となるが、病により本家へ戻る（『補遺参考諸家系図』）。
嘉永2年（1849年）9月26日、実兄である先代・利義の隠居より家督を相続した。利義の隠居は、父・利済との対立のためであった。同年10月15日、12代将軍・徳川家慶に御目見する。同年12月16日、従四位下・美濃守に叙任する。嘉永4年12月16日（1852年）、侍従に任官する。文久元年12月16日（1862年）、左少将に任官する。元治元年（1864年）4月18日、左近衛権中将に任官し盛岡中将とよばれた。
利剛の家督相続に対しては反対が根強く、嘉永6年（1853年）の第2次三閉伊一揆では利義の復帰および帰国が一揆側の要求の一つであった。この要求は退けられ、その後も藩主は利剛のままであった。安政元年（1854年）2月23日、幕府は利済に対し、江戸下屋敷での蟄居を命じる。また利義に対し、藩政への介入を禁止している。父が幕府の命により江戸で蟄居を命じられて以降に親政を開始したが、藩政再建に関して家老で母方の従弟の楢山佐渡と、同じく家老で藩政改革を進める東政図（中務）が対立して、東が失脚するなど藩政は迷走する。
安政2年（1855年）の安政大地震に遭遇して負傷する。
慶応4年（1868年）、夏に九条道孝率いる新政府軍の進駐を受けて、これに対し饗応するが、布告には恭順しなかった。同年8月、楢山佐渡が京都から帰国し、また秋田藩が新政府側へ恭順すると、これを攻撃するために奥羽越列藩同盟の盟約に従って出兵した。同年9月、新政府軍に降伏を申し入れ、同年10月9日に降伏を認められた。
利剛自身は、松平容保に党して政府に反逆した罪を以て、同年12月7日に蟄居・改易となったが、長男利恭には同月17日に磐城国白石13万石が下賜されたことで家名再興が許された。奥羽越列藩同盟と結んで秋田藩攻撃を首謀した家老の楢山佐渡は刎首刑に処されたため、代わって東政図が藩政首脳に返り咲き、敗戦処理に当たった。
維新後は、華族の伯爵に列した息子利恭を戸主とする南部家の戸籍に入る無爵華族となる。明治29年11月2日に死去。

## 人物
- 温厚な性格で、争いを好まず、政務の決定は重臣に委ねて干渉しなかったが、かえって楢山と東の暗闘が続き、施策が一定しない結果を招いた。
- 文武奨励に積極的で、藩校作人館（現盛岡市立仁王小学校）の拡張と学田を設けた。

## 官職および位階などの履歴
- 嘉永2年（1849年）12月：四品に叙任。
- 嘉永4年（1851年）：従四位・侍従に叙任。
- 文久元年（1861年）12月：従四位・少将に叙任される。

## 栄典
- 1896年（明治29年）10月30日 - 正三位[6]

## 系譜
- 父：南部利済（1797-1855）
- 母：烈子 - 楢山隆冀（たかくに、帯刀）の妹
- 養父：南部信誉（1805-1862）
- 養父：南部利義（1824-1888）
- 正室：松姫（1836-1903）、明子 - 徳川斉昭の六女
  - 女子：宗子 - 秋元興朝正室
  - 女子：貴子 - 松前修広継室のち鍋島直虎継室
  - 十一男：南部利克（1873-1950） - 姉南部麻子の養子
- 側室：倭、楽 - 宮治兵衛の娘
  - 長男：南部利恭（1855-1903）
  - 長女：郁子 - 華頂宮博経親王妃
  - 三男：南部信方（1858-1923）
- 側室：幸 - 大光寺悦右衛門の娘
  - 次男：大隈英麿（1856-1910） - 大隈重信婿養子後に離縁
  - 次女：南部麻子（1858-1913） - 南部栄信正室
- 側室：琴 - 金田一義の娘
  - 四男：南部慶麿
  - 五男：南部剛護
  - 女子：稠子 - 南部康直室のち南部康保に入籍
  - 女子：倫子 - 南部剛隆室
- 側室：円照院 - 北氏

## 主要家臣
嘉永7年（安政元年・1854年）及び慶応2年（1866年）の武鑑で見られる主要家臣は以下のとおり。
【嘉永7年】
《世襲家老》
南部弥六郎、南部土佐、南部吉兵衛
《その他家老》
毛馬内典膳、楢山帯刀、向井大和、下田舎、桜庭陽之輔、楢山五左衛門、南部主計、三戸駿河
《北地大番頭》
藤枝宮内
《近習頭》
花輪徳之助、原直記（原敬祖父）、田鎖左膳
《番頭》
桜庭十郎右衛門、内堀若狭、奥瀬内蔵、野田舎人、下田将監、奥瀬治太輔
《側用人》
中野要人（南部謹詳附家老兼務）、川島杢左衛門（南部剛弘附家老兼務）、石原汀、田鎖茂左衛門、高屋長門
《用人》
井上弥学、楢山宇八郎、戸来又兵衛、栃内与兵衛、下田右学、米田武兵、戸来官左衛門、嶋川融機、吉兼大進、木村与一、菊池金吾、千種平角
《城使》
加島七五郎（定府）、小野寺傳八、新渡戸十次郎（新渡戸傳の子）
《添役》
加島加録
【慶応2年】
世襲家老
南部弥六郎、南部監物、南部吉兵衛
その他の家老など
向井外記、楢山佐渡、花輪図書、三戸式部、南部主水、南部啓之助、南部左近、南部廉次郎
北地大番頭
桜庭裕橋
近習頭
米田武兵、戸来又兵衛
番頭
桜庭十左衛門、内堀若狭、八戸内記、下田将監、黒澤内膳、漆戸瀧口
側用人
栃内与兵衛、毛馬内九左衛門、江刺邊、葛巻善左衛門
用人
奥瀬衛門、奥寺八左衛門、野々村眞澄、小野寺傳八、新渡戸十次郎、中野三五郎
城使
加嶋加禄、横田隼之助
添役
寺澤純一郎（定府）